# Roberto Guana
Roberto Guana (Brescia, 21 de janeiro de 1981) é um futebolista italiano que atualmente milita no Chievo.